# APF–MP1000
Az APF Microcomputer System második generációs 8 bites kazettaalapú otthoni videójáték-konzol, melyet 1978 októberében jelentetett meg az APF Electronics Inc. hat játékkal. A konzolra gyakran M–1000 vagy MP–1000 néven hivatkoznak, ezek a konzol modellszámai. Az APF–MP1000 Rocket Patrol címmel egy beépített játékkal is rendelkezik. Az APF–MP1000 az APF Imagination Machine egyik részegsége.
Az APF Microcomputer System az APF TV Fun első generációs játékkonzol-termékvonal utódja.

## Technikai részletek

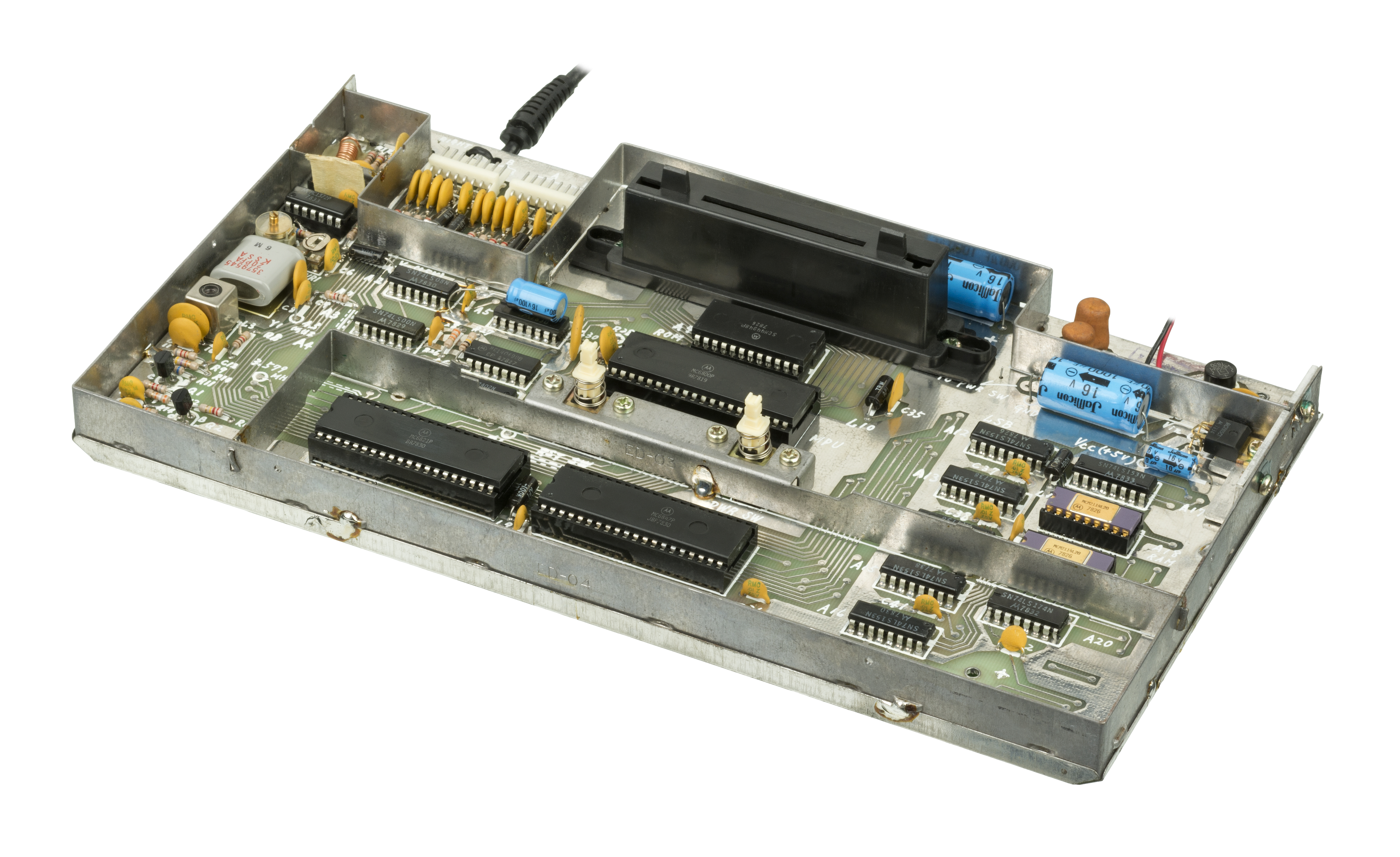
Az APF MP1000 volt az egyetlen második generációs videójáték-konzol, melyet Motorola 6800-as processzorral szereltek

- CPU: Motorola 6800 (8 bit) @ 0,895 MHz (3,579 MHz 4 felé osztva egy oszcillátorral)
- RAM: 1 KiB
- Videócím-generátor: Motorola 6847
- Színpaletta: 8 szín
- Felbontás: 256×192×4 / 128×192×8
- Tápegység: 7,5 V AC 0,8 A vagy 12 V DC 0,5 A

## Játékok
- MG1008 Backgammon
- MG1006 Baseball
- MG1007 Blackjack
- MG1004 Bowling/Micro Match
- MG1012 Boxing
- MG1005 Brickdown/Shooting Gallery
- MG1009 Casino I:  Roulette/Keno/Slots
- MG1001 Catena
- MG1003 Hangman/Tic Tac Toe/Doodle
- MG1011 Pinball/Dungeon Hunt/Blockout
- Beépített Rocket Patrol
- MG1013 Space Destroyers
- MG1010 UFO/Sea Monster/Break It Down/Rebuild/Shoot

## Fordítás
- Ez a szócikk részben vagy egészben  az   APF-MP1000 című angol Wikipédia-szócikk ezen változatának fordításán alapul.  Az eredeti cikk szerkesztőit annak laptörténete sorolja fel. Ez a jelzés csupán a megfogalmazás eredetét és a szerzői jogokat jelzi, nem szolgál a cikkben szereplő információk forrásmegjelöléseként.